# Grabhügelnekropole Dockendorf
Koordinaten: 49° 54′ 55″ N, 6° 25′ 58″ O
Die Grabhügelnekropole Dockendorf ist ein römisches Grabfeld in der Ortsgemeinde Dockendorf im Eifelkreis Bitburg-Prüm in Rheinland-Pfalz.

## Beschreibung
Es handelt sich um eine Gruppe von Grabhügeln in einem Waldgebiet südwestlich von Dockendorf.
Eine genaue zeitliche Einordnung konnte bisher nicht festgelegt werden. Funde lassen jedoch auf die Zeit der Römer schließen.

## Archäologische Befunde

### Grabhügelnekropole
Entdeckt wurden mindestens 63 Grabhügel. Auffallend sind hier die stark unterschiedlichen Größen der Gräber. Der Durchmesser eines Grabhügels reicht von 6 bis zu 12 Metern. Bei der Untersuchung eines Tumulus wurden römische Streufunde und Scherben eines spätlatènezeitlichen Gefäßes entdeckt.

### Einzelhügel
Im Zuge der Erkundung des Areals wurden auf der Westseite des Waldes zwei weitere Grabhügel entdeckt. Diese liegen etwas entfernt vom Grabfeld und fallen vor allem durch ihre Größe auf. Anders als bei den 63 Hügeln des Feldes liegt ihr Durchmesser bei 15 bis 20 Metern.

## Erhaltungszustand und Denkmalschutz
Die bisher gefundenen 63 Grabhügel der Nekropole sind obertägig erhalten. Aufgrund der Lage in einem Waldgebiet haben keine Veränderungen durch Einebnung oder durch die Landwirtschaft stattgefunden.
Die Nekropole ist als eingetragenes Kulturdenkmal im Sinne des Denkmalschutzgesetzes des Landes Rheinland-Pfalz (DSchG) unter besonderen Schutz gestellt. Nachforschungen und gezieltes Sammeln von Funden sind genehmigungspflichtig, Zufallsfunde an die Denkmalbehörden zu melden.